# Hoplobatrachus occipitalis
Hoplobatrachus occipitalis é uma espécie de anfíbio da família Ranidae.

## Distribuição geográfica
Pode ser encontrada nos seguintes países: Argélia, Angola, Benin, Burkina Faso, Burundi, Camarões, República Centro-Africana, Chade, República do Congo, República Democrática do Congo, Costa do Marfim, Guiné Equatorial, Etiópia, Gabão, Gâmbia, Gana, Guiné, Guiné-Bissau, Quénia, Libéria, Líbia, Mali, Mauritânia, Marrocos, Níger, Nigéria, Ruanda, Senegal, Serra Leoa, Sudão, Tanzânia, Togo, Uganda, Saara Ocidental e Zâmbia.

## Habitats
Os seus habitats naturais são: florestas subtropicais ou tropicais húmidas de baixa altitude, savanas áridas, savanas húmidas, matagal árido tropical ou subtropical, matagal húmido tropical ou subtropical, campos de gramíneas subtropicais ou tropicais secos de baixa altitude, campos de gramíneas de baixa altitude subtropicais ou tropicais sazonalmente húmidos ou inundados, rios, rios intermitentes, lagos de água doce, lagos intermitentes de água doce, marismas de água doce, marismas intermitentes de água doce, nascentes de água doce, terras aráveis, pastagens, jardins rurais, florestas secundárias altamente degradadas e lagoas.
Está ameaçada por perda de habitat.